# Magnhild Styhr
Magnhild Sofie Styhr (New York, 5 december 1891 – Kristiansand, 1979) was een Noors pianiste en pianolerares. Ze was vernoemd naar haar moeder.
Haar muzikale opleiding kreeg ze van Karl Nissen in Oslo (1909-1912), Ernő Dohnányi in Berlijn (1912-1914), Isidor Phillipp in Parijs (1918-1920) en Alfredo Casella in Rome (1921-1922). In de Verenigde Staten heeft ze enige tijd les gekregen van George Gershwin.
Styhr was, na een korte Noorse periode, van 1924 tot 1932 vooral actief in de Verenigde Staten. Daarna keerde ze terug naar Noorwegen. Tijdens haar optredens voerde ze vaak werken van Noorse componisten uit zoals Edvard Grieg en Agathe Backer-Grøndahl. Ze voerde echter ook werken van de impressionisten Claude Debussy en Maurice Ravel uit, niet echt geliefde componisten in toenmalig Noorwegen. In 1945 speelde ze haar laatste concerten op een in memoriam-concert voor Henrik Wergeland. 
Leerlingen van haar zijn Benny Dahl-Hansen, Harald Glattre en Tore Christiansen.
Ze was medeoprichtster van de Muzieklerarenvereniging van Kristiansand (1916) en gaf er tussen 1948 en 1951 leiding aan. In 1969 werd ze benoemd tot erelid.

## Concerten
- 30 januari 1913: Jeugdconcert voor de missie
- 19 januari 1915: Debuutconcert in de concertzaal van Brødrene Hals met gasten Katinka Storm en Johan Backer Lunde[1]
- 16 februari 1919: Concert in Bergen onder leiding van Harald Heide en de voorloper van het Bergen filharmoniske orkester; medesoliste was Lola Artôt de Padilla (dochter van Désirée Artôt)
- 30 maart 1919: In dezelfde zaal begeleidde ze Wexel Wexelsen
- 11 november 1926: Concert in Brooklyn